# Президія ВУЦВК
Президія Всеукраїнського центрального виконавчого комітету (ВУЦВК) — колегіальний орган державної влади в Українській СРР (УСРР) у 1919—1938 роках, що обирався Всеукраїнським центральним виконавчим комітетом і діяв від його імені. У 1924 році Президію законодавчо визнали найвищим органом державної влади УСРР у період між сесіями ВУЦВК, а з 1925 року цей статус закріпили в Конституції УСРР. У 1938 році почала діяти Верховна Рада УРСР, утворена на заміну ВУЦВК, а замість Президії ВУЦВК почала діяти Президія Верховної Ради.

## Історія
14 березня 1919 року ВУЦВК обрав Президію у складі 5 осіб, хоча Конституція Української СРР, утверджена того ж дня, не згадувала про цей орган. До першого складу Президії ВУЦВК входило 5 осіб: Григорій Петровський (голова), Володимир Затонський, Климент Ворошилов, Станіслав Косіор та Олександр Хмельницький. Попри відсутність законодавчого регулювання Президії, питань щодо законності її діяльності у верхівці УСРР не виникало.
У березні 1919 року Президію наділили правом підготовки проєктів законів, а вже в квітні вона почала видавати власні декрети. Деякі з них затверджувалися ВУЦВК, а більшість набирала чинності й без такого затвердження. З липня 1919 року до компетенції Президії віднесли затвердження рішень Раднаркому, контроль за діяльністю уряду та окремих наркоматів, Ради робітничої і селянської оборони України, Верховного революційного трибуналу, керівництво місцевими органами, затвердження ревкомів, скасування їх рішень, помилування тощо. В міжсесійний період Президія зосереджувала у своїх руках повноваження найвищої представницької установи в УСРР, тобто діяла від імені ВУЦВК і навіть Всеукраїнського з'їзду рад. Водночас Президія ВУЦВК фактично підпорядковувалася Всеросійському ЦВК і ЦК КП(б)У.
Правовий статус Президії ВУЦВК уперше визначався Положенням «Про Президію ВУЦВК Рад», затвердженим ВУЦВК 23 травня 1920 року. Відповідно до нього вона визначалась «керівним органом по інструктуванню всієї роботи як в центрі так і на місцях». На неї покладався нагляд за виконанням постанов ВУЦВК, листування від його імені з державними органами, громадськими організаціями і окремими громадянами, розгляд справ про помилування, вирішення інших питань у порядку верховного державного управління. Їй надавалося право затверджувати постанови Раднаркому УСРР, а в необхідних випадках — зупинення їх виконання з винесенням цього питання на найближчу сесію ВУЦВК. У міжсесійний період Президія призначала за представленням РНК республіки наркомів.
У грудні 1920 року за ініціативою Президії укладено союзний договір між УСРР і РСФРР.
Поступово з розширенням функцій і повноважень склад Президії збільшили.
27 січня 1923 року ВУЦВК ухвалив положення, яким при Президії ВУЦВК утворювався Організаційний Відділ, що мав допомагати Президії наглядати за діяльністю центральних і місцевих органів влади.
12 січня 1924 року 1-ша сесія 8-го скликання ВУЦВК затвердила персональний склад Президії у складі 15 осіб. Головою ВУЦВК затвердили Г. І. Петровського, а Секретарем — А. І. Буценка.
9 липня 1924 року ВУЦВК скасував попереднє положення про Організаційний Відділ і ухвалив нове, тепер тимчасове положення про Організаційний Відділ при Президії ВУЦВК, яким до видання положення про Секретаріят ВУЦВК визначалося, що Оргвідділ має попередньо розробляти справи щодо керівництва й нагляду за організаційною діяльністю місцевих З'їздів Рад, Президій Виконавчих Комітетів і Комісій ВУЦВК.
12 жовтня 1924 року 3-тя сесія 8-го скликання ВУЦВК затвердила «Положення про ВУЦВК», яким зокрема визначено статус, повноваження і склад Президії. Зокрема, визначено, що між сесіями ВУЦВК, саме Президія становить вищий законодавчий, виконавчий та розпорядчий орган влади УСРР. Президія мала обиратися зі складу ВУЦВК на його сесійному засіданні. Президія мала складатися з Голови ВУЦВК, Секретаря ВУЦВК та інших членів загальною чисельністю не більш як 17 осіб. Засновано інститут кандидатів у члени Президії.
У травні 1925 року статус Президії ВУЦВК як вищого законодавчого, виконавчого і розпорядчого органу влади УСРР між сесіями ВУЦВК був формально закріплений у статті 7 нової редакції Конституції УСРР.
10 травня 1925 року ВУЦВК на першій сесії 9-го скликання затвердив Президію у складі 17 членів та 5 кандидатів до членів. Головою та Секретарем ВУЦВК знову затвердили Г. І. Петровського та А. І. Буценка відповідно.
30 липня 1925 року ВУЦВК ухвалив Постанову «Про порядок роботи Президії ВУЦВК», якою детально розписав порядок роботи Президії. Зокрема, визначено, хто може брати участь у засіданнях Президії та подавати справи на її розгляд, а також визначено порядок подання справ і складання порядку денного засідань, порядок скликання й проведення засідань, порядок протоколювання і стенографічного запису засідань, порядок виконання постанов Президії та порядок розгляду протестів та скарг. Також визначено, що окремі категорії справ може розглядати Мала Президія, що виділяється зі складу Президії.
31 травня 1926 року 3 сесія 9-го скликання ВУЦВК збільшила склад Президії до 18 членів і призначила чотирьох нових її членів замість трьох вибувших.
У середині 20-х років Президія ВУЦВК інтенсивно здійснювала кодифікаційну роботу. В результаті були прийняті Цивільний процесуальний кодекс УСРР 1924 року, Ветеринарний кодекс УСРР 1925 року, Виправно-трудовий кодекс УСРР 1925 року, Кодекс законів про сім'ю, опіку, шлюб та про акти громадянського стану 1926 року.
14 квітня 1927 року перша сесія ВУЦВК 10-го скликання збільшила склад Президії, оскільки збільшилась робота ВУЦВК. Всього обрали 21 члена Президії та 10 кандидатів. До складу Президії увійшли відомі партійні і радянські керівники республіки — незмінний голова ВУЦВК Г. Петровський, генеральний секретар ЦК КП(б)У, посланець Сталіна Л. Каганович, нарком робітничо-селянської інспекції УСРР В. Затонський, недавній нарком юстиції і генеральний прокурор, а потім — нарком освіти М. Скрипник, нарком внутрішніх справ і голова ДПУ В. Балицький, Голова ВУРПС А. Радченко, Голова РНК В. Чубар, командувач військ Українського військового округу Й. Якір (всі — члени Політбюро), заступники Голови уряду, наркоми. Ввели до складу кілька «селян і робітників з виробництва».
6 лютого 1929 року ВУЦВК ухвалив нову постанову «Про порядок роботи Президії ВУЦВК» на заміну ухваленій у 1925 році. Зокрема, нова постанова вже не містила положень про Малу Президію.
15 травня 1929 року перша сесія ВУЦВК 11-го скликання затвердила новий склад Президії у складі 21 члена та 10 кандидатів. Головою знову обрали Г. І. Петровського, Секретарем — М. С. Василенка, а заступником Секретаря — К. І. Горлинського.
25 листопада 1929 року друга сесія ВУЦВК 11-го скликання внесла незначні зміни до складу Президії. Зокрема, зі складу Президії і самого ВУЦВК виключили А. І. Буценка через «негідну особисту поведінку».
4 березня 1931 року, після закриття 12-го всеукраїнського зʼїзду рад відбулася перша сесія новообраного складу ВУЦВК (12-го скликання), яка затвердила новий склад Президії у складі 19 членів та 6 кандидатів. Головою ВУЦВК знову обрано Григорія Петровського, а Секретарем ВУЦВК — Марка Василенка.
З 1935 року ВУЦВК став називатися «ЦВК УСРР», відповідно повна назва Президії стала «Президія ЦВК УСРР».
23 січня 1935 року перша сесія ЦВК УСРР 13-го скликання обрала до складу Президії 21 члена та 3 кандидатів. Головою ЦВК було знову обрано Григорія Петровського, а Секретарем ЦВК — Юрія Войцехівського.
У 1937 році утверджена нова Конституція УРСР, якою замість ЦВК утворювалася Верховна Рада УРСР, а замість Президії ЦВК — Президія Верховної Ради УРСР.

## Склад і чисельність за скликаннями
| Скликання ВУЦВК   | Дата обрання Президії | Кількісний склад Президії | Кількісний склад Президії | Керівництво                                           | Керівництво                                     | Примітки             |
| Скликання ВУЦВК   | Дата обрання Президії | членів                    | кандидатів у члени        | Голова                                                | Секретар                                        | Примітки             |
| ----------------- | --------------------- | ------------------------- | ------------------------- | ----------------------------------------------------- | ----------------------------------------------- | -------------------- |
| 1-ше (1917—1918)  | 15 і 17 грудня 1917   | 5                         | —                         | Юхим Медведєв                                         | Микола Данилевський                             | [ 22 ]               |
| 2-ге (1918—1919)  | 17—19 березня 1918    |                           |                           | Володимир Затонський (з 25 березня до 18 квітня 1918) |                                                 | [ 22 ] [ 23 ] [ 24 ] |
| 3-ге (1919—1920)  | 14 березня 1919       | 5                         | —                         | Григорій Петровський                                  | —                                               |                      |
| 4-те (1920—1921)  |                       |                           |                           | Григорій Петровський                                  |                                                 |                      |
| 5-те (1921)       |                       |                           |                           | Григорій Петровський                                  |                                                 |                      |
| 6-те (1921—1922)  |                       |                           |                           | Григорій Петровський                                  |                                                 |                      |
| 7-ме (1922—1924)  | 14 грудня 1922        | 13                        | —                         | Григорій Петровський                                  | Веніамін Єрмощенко                              | [ 25 ]               |
| 8-ме (1924—1925)  | 12 січня 1924         | 15                        | —                         | Григорій Петровський                                  | Панас Буценко                                   |                      |
| 9-те (1925—1927)  | 10 травня 1925        | 17–18                     | 5                         | Григорій Петровський                                  | Панас Буценко                                   |                      |
| 10-те (1927—1929) | 14 квітня 1927        | 21                        | 10                        | Григорій Петровський                                  | Степан Власенко, Панас Буценко                  |                      |
| 11-те (1929—1931) | 15 травня 1929        | 21                        | 10                        | Григорій Петровський                                  | Марко Василенко, заступник — Кирило Горлинський |                      |
| 12-те (1931—1935) | 4 березня 1931        | 19                        | 6                         | Григорій Петровський                                  | Марко Василенко                                 |                      |
| 13-те (1935—1938) | 23 січня 1935         | 21                        | 3                         | Григорій Петровський                                  | Юрій Войцехівський                              |                      |